# کراسنایا دوبراوا
کراسنایا دوبراوا (به لاتین: Krasnaya Dubrava) یک منطقهٔ مسکونی در روسیه است که در سرزمین آلتای واقع شده‌است.